# Harrat Khaybar
Harrat Khaybar é um campo vulcânico localizado na parte ocidental da península arábica que contém grandes extensões de areia e cascalho e campos de lava originados a partir de erupções que ocorreram nos últimos 5 milhões de anos ao longo de um "corredor" de ventilação que cortou a região de norte a sul.